# Phục sinh (phim)
Phục sinh (tiếng Nga: Воскресение) là bộ phim của Liên Xô theo tiểu thuyết cùng tên của văn hào Lev Nikolayevich Tolstoy, sản xuất năm 1960, do Mikhail Shvejtser đạo diễn. Phim đưa diễn viên Tamara Syomina đoạt giải nữ diễn viên xuất sắc nhất của FIPRESCI tại Liên hoan phim quốc tế Locarno năm 1962.
Phim nằm trong số nhiều bộ phim chuyển thể từ tiểu thuyết này. Mặc dù mang màu sắc hiện thực, hình ảnh các nhà dân chủ xã hội và dân túy được khắc họa như những con người lý tưởng của thời đại.

## Nội dung
Maslova là con hoang của một người hầu phòng. Mẹ cô mất khi cô còn bé và cô được hai bà cô của Nekhludov nuôi dưỡng. Năm cô 16 tuổi, Nekhludow khi đó là sinh viên về thăm hai người cô của mình, và ba năm sau anh đã trở thành một sĩ quan Nga hoàng, trở về nhà và quyến rũ Maslova rồi bỏ đi. Cô gái bụng mang dạ chửa bị hai người cô của Nekhludov đuổi đi. Sau khi con chết, cô đã phải vào nhà chứa...

## Diễn viên
- Tamara Syomina... 	Katyusha Maslova
- Yevgeni Matveyev... 	Prince Nekhludov
- Pavel Massalsky... 	Presiding Judge
- Viktor Kulakov... 	Member of the Court (as V. Kulakov)
- Vasili Bokarev... 	Member of the Court
- Lev Zolotukhin... 	Prosecutor (as L. Zolotukhin)
- Vladimir Sez... 	Court Secretary (as V. Sez)
- Vyacheslav Sushkevich... 	Prison Warden (as V. Sushkevich)
- Nikolai Svobodin... 	Retired Colonel (as N. Svobodin)
- Aleksandr Khvylya... 	Merchant (as A. Khvylya)
- Aleksei Smirnov... 	Nikiforov (as A. Smirnov)
- V. Vanyshev... 	Teacher
- Sergei Kalinin... 	Member of Workers' Collective (as S. Kalinin)
- A. Kasapov... 	Shopkeeper
- Nina Samsonova... 	Bochkova